# Obwód Skierniewice Armii Krajowej

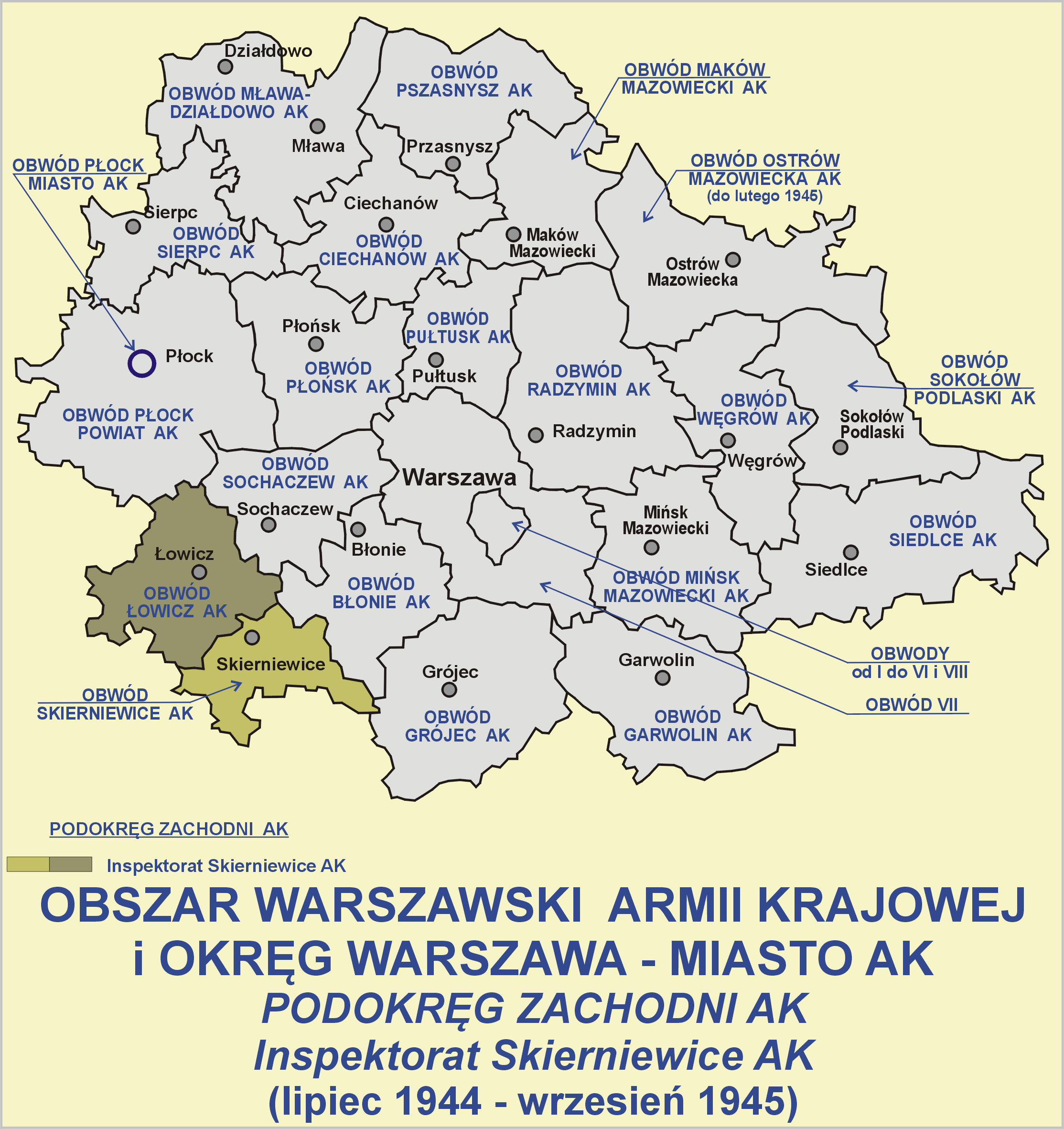
Obówd Skierniewice w ramach Inspektoratu Skierniewice

Obwód Skierniewice AK – jednostka terytorialna Służby Zwycięstwu Polski, Związku Walki Zbrojnej, a następnie Armii Krajowej. Operowała na terenie powiatu Skierniewice. Kryptonim "Sroka".
Obwód wchodził początkowo w skład Inspektoratu Rejonowego Skierniewice ZWZ i podlegał Komendzie Okręgu Łódź ZWZ. W lipcu 1940 został przekazany do Okręgu Warszawa–Województwo ZWZ, następnie od kwietnia 1942 wszedł w skład Podokręgu Zachodniego „Hallerowo” w ramach Obszaru Warszawskiego AK.

## Struktura Obwodu

### Komenda Obwodu
Obwód w ramach Służby Zwycięstwu Polsce a następnie ZWZ od listopada 1939 do marca 1940 organizował por. rez. Karski "Stopa". Zagrożony aresztowanie opuścił teren obwodu. Od marca 1940 komendantem został kpt. Czesław Kajzer "Cezary". Od 1 lipca 1941 do czerwca 1943 komendantem obwodu został kpt./mjr Lucjan Zieliński "Giewont", który opuścił obwód zagrożony aresztowaniem. Po nim dowództwo objął mjr Wiktor Janiszewski "Dębicz", "Maciej", który pełnił swoją funkcję do stycznia 1945.

### Struktura terytorialna
Od lipca 1943 obwód został podzielony na cztery rejony:
- Rejon I "Fabryka" (miasto Skierniewice) - komendant kpt. Antoni Ratyński "Bleda";
- Rejon II "Gorzelnia" (gminy Głuchów, Słupia, Dębowa Góra, Godzianów) - komendant kpt. Zygmunt Staszica "Czekan", następnie por. Eugeniusz Milde "Wysoki";
- Rejon III "Dworek" (gminy Puszcza Mariańska, Doleck, Grzymkowice, wsie Franciszków i Jesionka w gminie Guzów) - komendant kpt. Feliks Waszczykowski "Wrzos"; (III Batalion);
  - 1. kompania – dowódca por. Jankowski "Perski” – teren Puszcza Mariańska.
  - 2. kompania – dowódca st. sierżant Jan Podsiadło "Agrest” gmina Doleck i okolice.
  - 3. kompania – dowódca por. Górzny–Galiński "Stefan” teren Kowiesy, Grzymkowice;
  - 4. kompania - dowódca ppor. Antoni Cybulski "Paulin”;
  - Oddział dywersyjny - Bolesław Kieresiński "Sokół", "Łókos”;
- Rejon IV (podmiejski) - komendant kpt. Edward Ziółkowski "Zośka"[3].